# Local content
Le concept de « local content » ou « contenu local » désigne pour une entreprise multinationale le fait d'intégrer dans ses processus de production, des entreprises et de la main-d'œuvre locale dans les pays étrangers où celle-ci a des activités,. Le local content peut se mesurer en pourcentage de matériaux, personnel, financement, biens et de services produits intégrés dans l'activité locale de l'entreprise, L'application d'un système de local content peut aussi se traduire par des investissements dans la formation des travailleurs locaux, notamment via des partenariats avec les universités du pays, et des transferts de technologies. Des systèmes de local content sont parfois imposés aux entreprises par les pouvoirs publics, sous plusieurs formes : des quotas d'embauche de main-d'œuvre locale ; l'ouverture de leur actionnariat aux acteurs nationaux ; qu’elles se fournissent localement en biens et services.
Le secteur extractif (mines, pétrole et gaz) est le premier concerné par ce système préférence nationale, celui-ci étant attractif pour les investissements étrangers mais peu créateur d'emplois directs dans la région.

## Enjeux et chronologie du concept

### Enjeux
Le local content est en partie une réponse à la malédiction des ressources naturelles, qui désigne le fait qu'un grand nombre de pays à forte dotation en ressources naturelles ont en moyenne une croissance de long terme plus faible que les pays qui n'en disposent pas. Cette tendance, aussi désignée comme « maladie hollandaise », peut s'expliquer par la dépendance des pays producteurs à la rente tirée de l'exploitation de leurs ressources naturelles. Celles-ci étant plus lucratives à court terme, les investissements sont tournés vers leur exploitation au détriment des autres secteurs économiques, qui ne se développent pas ou déclinent.
Dès lors, inciter les multinationales à intégrer des entreprises locales dans leur chaîne d’approvisionnement contribue à entretenir et développer une diversité industrielle, alimenter une croissance durable et lutter contre la pauvreté.
Il peut s'agir d'incitations fiscales, de clauses contractuelles imposées aux entreprises étrangères qui exploitent ces ressources, voire la promulgation de lois imposant des investissements, sous-traitances, et quotas d'embauches locales.
Plusieurs raisons expliquent de telles mesures : 
- La faiblesse du tissu industriel national, insuffisant pour absorber les activités des multinationales. Dès lors, des systèmes de local content incitent les entreprises à contribuer au développement industriel local, notamment par la construction d'usines, d'infrastructures énergétiques et de transports[2] ;
- Le niveau de technicité des activités réalisées (notamment dans l'industrie pétrolière), nécessitant des niveaux de qualification élevés et spécifiques[2]. Dès lors, imposer aux multinationales des quotas de main-d'œuvre locale à embaucher les incite à investir dans la formation professionnelle de la population active locale ;
- Un climat des affaires peu favorable à la création d'entreprises locales, notamment en raison des difficultés d'accès aux crédit, qui peuvent être compensées par des investissements privés des multinationales[2].

### Chronologie
Le concept de local content est apparu dans les années 1970 en Grande Bretagne, alors fortement dépendante d'investissements américains pour exploiter ses gisements pétroliers situés en Mer du Nord. L’application de local content a permis à la Grande Bretagne de valoriser son tissu d'entreprises parapétrolières, qui sont progressivement montées en compétence pour fabriquer l’ensemble des matériels nécessaires au développement des champs pétroliers.
Depuis lors, ce concept s’est diffusé dans de nombreux pays miniers et producteurs de pétrole, d'abord en Amérique du Sud, puis sur le continent africain.

## Application de local content en Amérique du Sud

### Lelocal contentau Brésil
Le Brésil, première puissance économique d'Amérique du Sud et neuvième puissance mondiale, a une industrie minière plus que centenaire. Le secteur minier métallique est dominé par le minerai de fer, qui représentait 90 % de la production de minerai métallique en 2012, suivi par le cuivre (4,7 %), l'aluminium (2,7 %), le nickel (1 %) et l'or (0,7 %).
En 2010, le gisement pétrolier offshore de Libra, le plus important au monde avec près de 12 milliards de baril, est découvert dans le bassin de Santos. Outre Petrobras, les compagnies exploitantes sont Total, Shell, et les sociétés chinoises CNOOC et CNPC.
En dépit de ces ressources importantes, le secteur minier au Brésil est un employeur relativement modeste, concentrant moins de 1 % de la population active occupée en 2010. La pénurie de compétences professionnelles est régulièrement soulignée comme un défi récurrent auquel sont confrontées les entreprises minières brésiliennes.

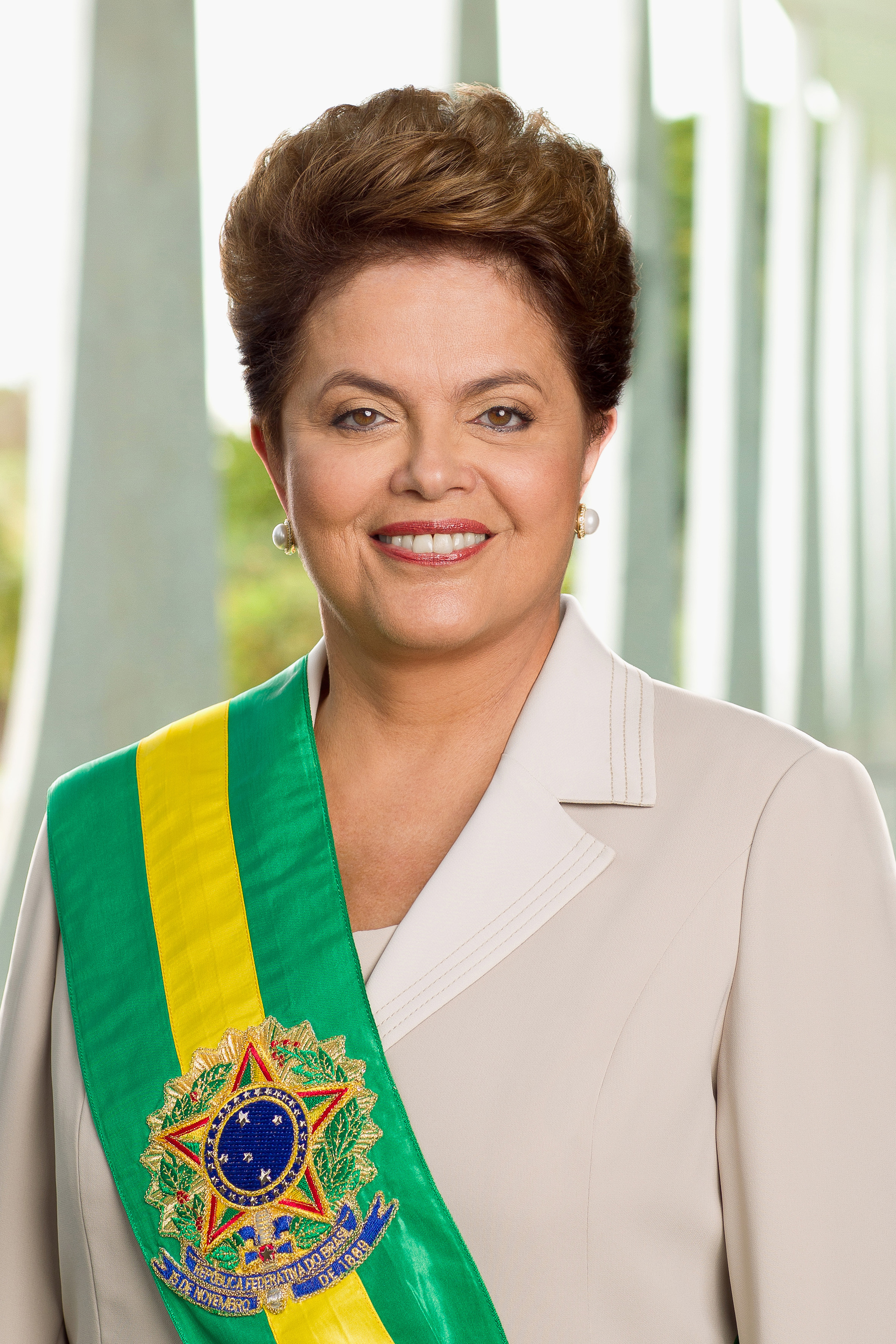
Dilma Rousseff, présidente du Brésil de 2011 à 2016

Le gouvernement socialiste brésilien au pouvoir dans les années 1990 et 2000 a instauré des quotas très élevés sur les embauches de main-d'œuvre local aux entreprises minières et pétrolières implantées au Brésil,. Ces local content ont été instaurés au travers de plusieurs « rounds », c'est-à-dire des lois de plus en plus contraignantes, lancés à partir de 1999. En 2011, le gouvernement brésilien de Dilma Roussef présente le plan industriel "Bigger Brazil", avec pour objectif de promouvoir les industries nationales et d'améliorer la compétitivité, notamment face à la concurrence chinoise.
Les quotas imposés au secteur minier, dominé à 80 % par la compagnie privée Vale, sont moins strictes que celles imposées au secteur pétrolier dominé par la compagnie publique  Petrobras. Des objectifs quantitatifs sont imposés concernant les achats locaux de biens et services spécifiques ainsi que l'emploi de personnel local. Dans le secteur minier, cette approche a été abandonnée, mais des programmes de développement de PME ont été encouragés en coordinations avec la société Vale, qui énonçait en 2015 que près de 90 % de ses achats étaient effectués auprès de fournisseurs brésiliens.
En 2017, les quotas d'embauche de main-d'œuvre locale imposés au secteur pétrolier sont assouplis pour faciliter l'exploitation du champ de Libra, alors que les multinationales étaient incapables de développer dans les délais des chantiers navals de taille suffisante au Brésil pour produire les FPSO nécessaires à l'exploitation du gisement.
L'entreprise française EDF, très active au Brésil dans la production d'électricité à partir d'éoliennes et d'énergie photovoltaïque, a fait le choix de développer des filières locales pour la production de turbines et de panneaux solaires destinés à équiper les parcs de Ventos de Bahia et de Pirapora, malgré d'importants surcoûts par rapport à la Chine.

### Lelocal contentau Chili
Au Chili, la multinationale minière anglo-australienne BHP Billiton a créé, en coordination avec le gouvernement , un programme de formation destiné aux sous-traitants, qui a donné aux fournisseurs locaux les compétences pour être concurrentiels sur le marché mondial. Grâce à ce programme, les entreprises chiliennes qui fournissent les mines du pays, sont également devenues exportatrices sur le marché mondial.

### Lelocal contentau Pérou
Le Pérou est l'une des économies les plus performantes d’Amérique du Sud, avec un taux de croissance moyen de 5 % depuis le début des années 2000. Le secteur minier a été l’un des principaux moteurs de la récente performance économique du Pérou, en générant 58 % des exportations totales, 16 % des recettes fiscales et 14,4 % du PIB en 2013.
En 2012, le Pérou est le troisième producteur mondial de cuivre, d'argent, d'étain, de plomb et de zinc et le cinquième producteur mondial d'or. Néanmoins, cette même année, le secteur minier n'embauche que 1,5 % de la population active péruvienne, contre 40 % pour le secteur agricole. Contrairement au Brésil, l'industrie minière au Pérou appartient en grande partie à des entreprises étrangères, tandis que le Pérou ne dispose pas d'une grande base industrielle, compensée par des investissements étrangers. À l'instar du Brésil, la pénurie de main-d'œuvre qualifiée, notamment en ingénierie, est un point bloquant pour la croissance de nombreux acteurs industriels.
En 2014, le Ministère de la production du Pérou a lancé le « Plan de diversification productive », afin de diversifier l'économie, réduire la dépendance à l'égard des prix des matières premières, et d'atteindre des taux de croissance durables à long terme.
Le Pérou n'a pas de règlement spécifique au secteur minier, mais des quotas d'embauche de main-d'œuvre locale communs à tous les secteurs : 80 % des emplois et 70 % de la masse salariale des entreprises opérant au Pérou doivent profiter à des Péruviens. La législation sur l'engagement en faveur du développement durable a imposé aux sociétés minières et à leurs sous-traitants d'acheter de préférence des produits et services locaux.

## Application de local content sur le continent africain

### Lelocal contentau Nigeria
Le Nigeria est considéré comme l'un des pays les plus avancés sur le sujet du local content en Afrique,. En 2010, la loi « Local Content Bill » a été votée pour maximiser l'embauche de Nigérians dans l'exploitation pétrolière, mais aussi pour donner un accès privilégié aux entreprises nigérianes aux activités de sous-traitance. La même année, le Nigerian Content Act, a été la première loi du genre sur le continent.
Le « Nigerian Content Development and Monitoring Board » est l'organisme chargé de veiller à l'application de ces quotas et maximiser les retombées économiques de l'exploitation pétrolière au niveau local.
Selon l'entreprise pétrolière française Total, le développement du champ de pétrole offshore d'Egina, à 130 km des côtes du Nigeria, a été pensé pour dynamiser le tissu industriel nigérian et favoriser les transferts de compétences. Plus de la moitié des acteurs impliqués dans la construction des installations sont nigérians, tandis qu'un quai de 500 mètres de long a été construit sur place pour l’assemblement du FPSO, qui pourra être utilisé pour d’autres projets industriels.
La politique de développement local de Total au Nigeria s’articule autour de 3 grands axes : la formation et le recrutement de personnel local, l'achat de biens et de services locaux et le développement des infrastructures.
En été 2021, le Nigeria adopte une réforme pétrolière attendue depuis 2008, dont les changements s’opèrent autour de trois axes principaux : une fiscalité plus encadrée, une meilleure redistribution des richesses et le changement de statut de la compagnie NNPC.Il sera toutefois difficile de mesurer rapidement les effets de cette loi, étant donné qu’elle laissera le choix aux compagnies de décider si leurs activités seront régulées selon l’ancienne ou la nouvelle réglementation, jusqu’à la fin de leur licence. En outre, selon les experts, la situation sécuritaire reste le principal problème pour les investisseurs, et celle-ci un impact important sur le prix de l’exploitation, et donc sur les politiques d’investissement.

### Lelocal contentau Ghana
L'exploitation minière au Ghana s'est traditionnellement concentrée sur l'extraction de l'or, souvent à petite échelle. Bien que l'industrie minière ne représentait que 1,7 % du PIB en 2013, sa contribution passe à 3.2 % si l'on tient compte de l'ensemble de la chaîne de valeur.
En novembre 2013, la loi LI2204 a été promulguée au Ghana pour promouvoir, entre autres, la maximisation de la valeur ajoutée et la création d'emplois grâce à l'utilisation de l'expertise locale, des biens et des services, du financement dans la chaîne de valeur de l'industrie pétrolière et de leur maintien au Ghana. Cette loi oblige les investisseurs étrangers à ouvrir 30 % de leur capital à des entreprises du pays.
Les objectifs énoncés dans cette loi sont : 
- Maximiser le patronage des biens et services ghanéens et ainsi augmenter les dépenses dans le pays;
- Augmenter l'emploi des professionnels ghanéens en privilégiant des opportunités d'emploi locales ;
- Faciliter le transfert de technologie et de compétences par la formation, la recherche et le développement ;
- Encourager les Ghanéens à détenir des actions et à participer à la gestion des activités d'exploration et production pétrolières ;
- Développer les capacités locales résultant en une augmentation des capacités et de la compétitivité des entreprises et des individus ghanéens autochtones.

Chaque entrepreneur, sous-traitant et toute autre entité alliée engagée dans des activités pétrolières est tenu d'incorporer les principes énoncés par la loi LI2204 dans  la gestion de ses activités locales.
En termes de quotas, la loi ghanéenne oblige à embaucher uniquement des ghanéens aux postes non qualifiés, et 90 % aux postes de managers.
En 2014, afin de promouvoi l'approvisionnement local, la "Commission des minéraux" mène une analyse sur la capacité globale des fournisseurs et publie une liste de huit produits, représentant 54 à 60 % des achats de biens des sociétés minières, disponibles sur le marché local.

### Lelocal contenten Angola
Contrairement à d'autres pays africains, aucune loi en Angola n'impose de quotas d'embauche de main-d'œuvre locale aux compagnies pétrolières implantées dans le pays. Néanmoins, depuis le début des années 2000, l'Angola a instauré plusieurs règles pour inciter le recours à des services auprès de firmes détenues par les Angolais.
L’Angola est l'un des premiers pays à nouer un partenariat avec la Norvège dans le domaine pétrolier afin de développer le savoir-faire local. Ce partenariat s’est matérialisée par la présence des techniciens norvégiens en assistance technique au ministère du pétrole et l'implantation des sociétés pétrolières norvégiennes Equinor (ex-Statoil) et NoSkidro.

### Lelocal contentau Sénégal
Les premières découvertes d'hydrocarbures au Sénégal datent de 2014, et se concentrent principalement sur les gisements gaziers de Ahméyim-Grand Tortue (700 milliards de mètres cubes de gaz) et de Sangomar (473 millions de barils de pétrole brut).

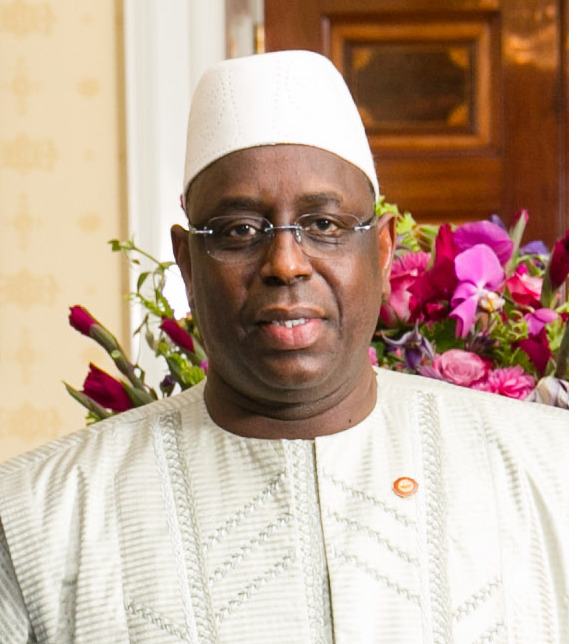
Macky Sall, président du Sénégal depuis 2012

Plusieurs lois et mises à jour du code minier ont été votées à la suite de ces découvertes afin d'en faire bénéficier l’économie locale, par la fiscalité imposée aux compagnies pétrolière ainsi que des incitations à investir localement. L'objectif annoncé par le gouvernement de Macky Sall est qu'en 2030, 50 % des revenus issus de l'exploitation des ressources gazières du Sénégal (qui devrait débuter en 2022) soient réinjectés dans l'économie locale.
Une loi actuellement en préparation prévoit d'instaurer un système de local content mettant l'accent sur la formation et le renforcement des petites et moyennes entreprises, dont l'activité concerne notamment la valorisation des hydrocarbures, comme la pétrochimie, les engrais et le raffinage. Cette loi encourage également les compagnies pétrolières à investir dans les domaines de la santé, de l'éducation, de l'eau potable et de l'électrification rurale.

### Lelocal contentau Gabon
Le Gabon a commencé à mettre en œuvre des politiques de local content sur sa filière bois, sans grand succès, faute de compétitivité face aux concurrents régionaux.
Le premier Forum sur le local cotent au Gabon s’est ouvert à Libreville en juillet 2015, sous l’égide du Premier ministre Daniel Ona Ondo. Selon le « Global Local Content Council », organisateur de cet événement, l’enjeu concerne l’optimisation des revenus pétroliers et la création d'emplois pour la matérialisation d'un pacte social et la réalisation de la stratégie d’investissements humains du Gabon.

### Lelocal contentau Congo-Brazzaville
Une convention d’établissement de 1968 entre le Congo-Brazzaville et les opérateurs pétroliers énonce que « l'Opérateur s’engage à utiliser par priorité les sociétés ou entreprises installées au Congo pour autant que leurs prix, qualités, quantités, conditions de livraisons et de vente comparés aux fournitures disponibles à l’étranger ne les rendent pas plus onéreux. ». Cette convention est renforcée en 1994 par le Code des hydrocarbures, qui indique notamment qu'une participation d’au moins 30 % au capital des entreprises sous-traitantes doit être réservée aux nationaux.
Pour les nouveaux projets, en phase de développement et d’exploitation, le pourcentage du local content est fixé au cas par cas dans le plan de  développement et d’exploitation, avec un taux minimal de 25 %.
Néanmoins, la faiblesse des contrôles et l'absence de sanction prévue en cas de non-respect de obligations conduisent à une faible efficacité de ces mesures.

### Lelocal contentau Cameroun
Au Cameroun, depuis 1993, les emplois d’ouvriers, d’employés et d’agents de maîtrise ne peuvent être confiés à des étrangers que sur présentation d’une attestation certifiant le manque de travailleurs camerounais dans la spécialité concernée. Depuis 2012 , une circulaire précise que 50 % des emplois d’encadrement doivent être réservés à des nationaux, 60 % pour les emplois de maîtrise et 85 % pour les emplois d’exécution.
Le Cameroun a instauré une politique de préférence nationale depuis une loi promulguée le 18 avril 2013, qui réglemente l’emploi, la fiscalité et l’actionnariat des entreprises.

### Lelocal contentau Mozambique
Le Mozambique possède un vaste potentiel inexploité de minéraux, métaux et gisements gaziers, et a attiré d'importants investissements directs étrangers ces dernières années. Le secteur minier dont la part dans le PIB est passé de 1,5 % en 2011 à 2,9 % du PIB en 2017, a fortement contribué à la croissance économique au Mozambique depuis la fin de la guerre civile en 1992. Mais les années perdues pendant la guerre civile ont entraîné une faiblesse du système éducatif et ont épuisé le pays d'une partie importante de sa main-d'œuvre qualifiée.
Les retombées économiques locales du secteur minier et pétrolier sont encouragées par deux lois récentes, votées en 2011 et 2014. Ces réformes  ont adopté une approche relativement souple, qui vise à accroître progressivement la participation des Mozambicains dans le secteur minier, mais sans obliger les entreprises à respecter des quotas pour atteindre cet objectif. Certains analystes considèrent cette approche semble être pragmatique, le Mozambique devant d'abord renforcer ses capacités en termes de compétences, d'infrastructures, améliorer son climat des affaires et développer son secteur privé et sa base industrielle.
Le Mozambique a néanmoins imposé des objectifs de participation locale au capital des entreprises extractives. Les sociétés minières sont obligées de céder entre 5 et 20 % de leur capital détenu par des Mozambicains. Dans le cas où cela amènerait une participation des Mozambicains au conseil d'administration, cela serait une bonne occasion d'augmenter l'accès de la population locale aux niveaux les plus élevés des décisions commerciales.

### Lelocal contentau Liberia
L'industrie minière au Liberia a connu un développement important depuis la fin de la guerre civile en 2003. Ses principales ressources sont essentiellement l'or, les diamants, des minerais de fer, ainsi que, dans une moindre mesure, des gisements de pétrole. Pour autant, le Liberia est l'un des pays les plus sous-développés au monde.
Depuis la fin de la guerre, le pays a attiré 7,6 milliards de dollars d'investissements directs étrangers, en particulier dans le secteur du minerai de fer, qui représente 7 % du PIB global du pays, et 57 % des recettes fiscales. En conséquence, grâce à cet investissement, la performance du secteur minier a été solide ces dernières années. Les principales entreprises extractives en activité au Liberia sont Arcelormittal, China Union Mining in Bong et Aureus Mining of Canada.
Le cadre réglementaire général de l'exploitation minière au Liberia est défini dans la loi de 2000 sur les mines et les minéraux, promulguée sous la dictature de Charles Taylor, déchu après la guerre civile et condamné en 2012 pour crimes contre l'humanité. Cette loi impose une préférence pour les Libériens dans les embauches et les formations de travailleurs dans le secteur minier, ainsi que des dispositions de transfert de technologie.
Le guide "Politique minérale du Libéria" a été créée en 2010 pour compléter la loi sur les mines et les minéraux, et "décrit les attentes du gouvernement en ce qui concerne les contributions de toutes les parties prenantes au développement durable du Libéria.". La loi sur les mines et les minéraux est en cours de révision avec plusieurs objectifs, notamment des nouvelles exigences en matière de local content.
Au début des années 2010, le projet "Sustainable Marketplace Initiative Liberia" a lancé plusieurs initiatives coordonnées pour augmenter les retombées économiques locales de l'exploitation minière au Liberia. Ces initiatives incluent notamment :
- La publication sur internet d'un répertoire des fournisseurs contenant plus de 3 300 entreprises locales par secteur et par localisation ;
- La distribution des appels d'offres aux fournisseurs locaux par SMS, e-mail et sur le site Web de Building Markets.
- Un appui aux acheteurs internationaux pour identifier des produits et services nationaux compétitifs et de haute qualité sur demande, et la mise en relation d'acheteurs avec les entreprises locales.
- Des offres de formation pour les entreprises locales.
- Des études de marché et campagnes de communications

Entre 2012 et 2017, le projet  "Sustainable Marketplace Initiative Liberia" a permis aux entreprises locales du Liberia à remporter plus de 33,9 millions de dollars de contrats et à créer 1 149 emplois.

### Lelocal contenten Afrique du Sud

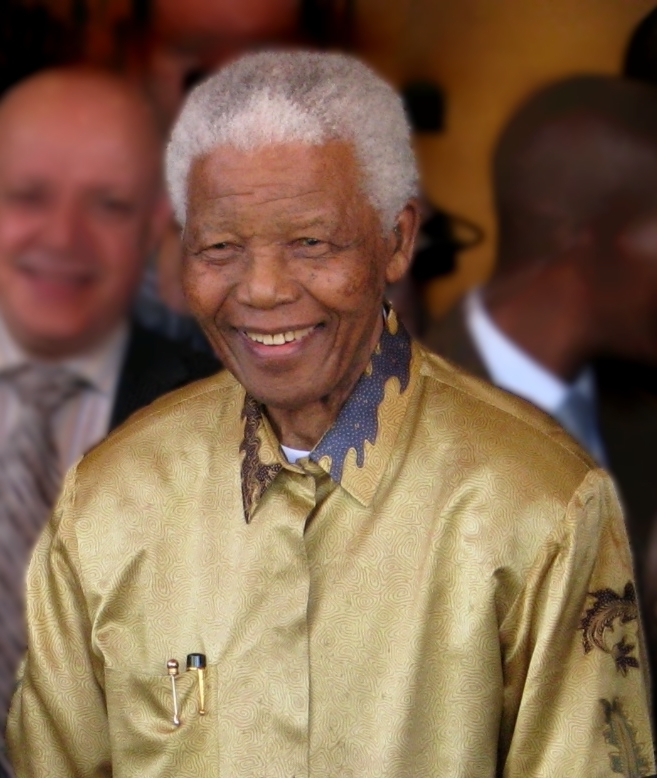
Nelson Mandela, président sud-africain de 1994 à 1999, dont l'élection marque la fin de l’apartheid en Afrique du Sud

L'industrie minière en Afrique du Sud, a connu un fort essor au milieu du XIXe siècle à la suite de la découverte de gisement d'or et de diamants. L'Afrique du Sud est actuellement le premier producteur mondial de platine, et un important producteur de charbon, d'or et de fer. Le secteur minier représentait en 2013 entre 9 et 10 % du PIB de l'Afrique du Sud (dominé par le secteur tertiaire), et 8 % de l'emploi direct non agricole. L'Afrique du Sud dispose d'un tissu industriel local solide et compétitif, en mesure de répondre aux besoins des entreprises extractives, dont 90 % des investissements sont locaux.
Le « Black Economic Empowerment » mis en place dans les années 1990 pour corriger les inégalités issues de l'Apartheid a instauré des incitations et obligations en matière d'embauche et de formation de certaines populations locales dans tous les secteurs économiques,. Le chômage élevé et la persistance d'inégalités très fortes bien qu'en recul expliquent l'interventionnisme des pouvoirs publics en faveur de l'emploi d'actifs locaux, malgré la maturité du secteur minier et des filières de fournisseurs bien structurées.
L'Afrique du Sud met ainsi l'accent sur des exigences concernant l'approvisionnement local et l'embauche de travailleurs locaux. Les entreprises doivent rendre des comptes chaque année par le biais d'un tableau de bord, et le non-respect des quotas peut entraîner une suspension ou l'annulation de la licence.
La loi "Mineral and Petroleum Resources Development Act", votée en 2002 es entrée en vigueur en 2004 vise à assurer la souveraineté à l'État sur les ressources minérales et pétrolières du pays, et accompagner le développement du secteur. Ce texte légifère sur l’attribution de marchés publics préférentiels, l'équité en matière d'emploi, la concurrence et le développement des compétences.

## Critiques et controverses
Certains analystes considèrent le local content comme une tendance des multinationales à pallier les insuffisances des gouvernements en matière d'investissements dans l'éducation et l’insertion dans l'emploi. L’utilisation de local content pousserait certains gouvernements à déléguer de tels services à des compagnies privées implantées sur leur territoire, ce qui non seulement pérennise des investissements publics insuffisants, mais serait aussi perçu comme une forme « néocolonialisme » de la part de ces multinationales.
A contrario, dans certains cas, des analystes ont estimé qu'imposer aux entreprises extractives de céder une participation de leur capital aux populations locales risque de pousser les dirigeants locaux à chercher le bénéfice d'une rente à l’exploitation des ressources, alors  que les local content ont précisément pour but de stimuler entrepreneuriat local et la diversification des économies.